# Massoud Barzani
Massoud Barzani (em curdo:  مەسعوود بارزانی; em árabe: مسعود بارزاني; nascido em agosto de 1946) é um político curdo, que foi presidente da região do Curdistão iraquiano de 2005 a 2017. É o atual líder do Partido Democrático do Curdistão.

## Biografia
Barzani nasceu em Mahabad, no Irã, durante o governo da República de Mahabad. Ele tem cinco filhos (incluindo Masrour) e três filhas.
Massoud Barzani sucedeu a seu pai, o ex-líder nacionalista curdo Mustafa Barzani, como o líder do Partido Democrático do Curdistão em 1979. Trabalhando em estreita colaboração com o seu irmão Idriss Barzani até a morte deste, Barzani e vários outros grupos curdos lutaram contra Bagdá durante a Guerra Irã-Iraque. Durante grande parte deste tempo, a liderança curda foi exilada para o Irã.
Em 2017, a taxa de desemprego foi a acima de 20 por cento, e 30 por cento das pessoas da região do Curdistão viver abaixo do limiar da pobreza e existem 8.839 empresários da região do Curdistão cuja riqueza foi a acima de um milhão de dólares.
O KDP e o PUK tentaram privatizar o setor da saúde sem fazer quaisquer regulamentos para hospitais privados. Em uma conferência no início de janeiro de 2017, Barzani disse que o KRG iria privatizar o sistema de saúde, enquanto que de acordo com a Constituição iraquiana o serviço de saúde no Iraque foi um direito natural e livre.